# Hema Upadhyay
Hema Upadhyay (Vadodara, 18 de maio de 1972 — Bombaim, 12 de dezembro de 2015) foi uma fotógrafa, artista e escultora indiana. Reconhecida por diversas obras expostas em inúmeros países, Upadhyay apresentou seus trabalhos em centros artísticos de extrema repercussão: Centro Ullens de Arte Contemporânea (Pequim), Centre Pompidou (Paris), Museu de Arte Asiática (Fukuoka), entre outros.
Foi homenageada na Academia Nacional de Artes devido aos seus trabalhos. Casou-se em 1998 com o artista Chintan Upadhyay; logo depois, mudou-se para Bombaim e lá fizeram várias exposições até 2010, quando decidiram se divorciar. Harish Bhambani foi contratado para ser o advogado do processo de divórcio. A fotógrafa e ele desapareceram em 11 de dezembro de 2015 e um dia depois foram encontrados assassinados.